# Paraderma
Paraderma is een uitgestorven geslacht van hagedissen uit de familie korsthagedissen (Helodermatidae). 